# 3º Gruppo caccia terrestre
Il 3º Gruppo caccia terrestre è stato un gruppo di volo caccia, inquadrato nel 6º Stormo della Regia Aeronautica.

## Storia

### Prima guerra mondiale
Il III Gruppo del Corpo Aeronautico del Regio Esercito nasce nel marzo 1915 con le Squadriglie 7ª, 9ª Squadriglia da ricognizione e combattimento, 10ª Squadriglia da ricognizione e combattimento Farman, 11ª, 12ª Squadriglia da ricognizione e combattimento e 15ª Squadriglia da ricognizione e combattimento quasi tutte Farman.
Si mobilita al comando del capitano Augusto Gallina con la 5ª Squadriglia da ricognizione e combattimento Nieuport all'Aeroporto di Udine-Campoformido, 9ª e 10ª Farman a Pordenone a disposizione del Comando supremo militare italiano e la 6ª Squadriglia da ricognizione e combattimento Nieuport.
Il 2 giugno è alle dipendenze della 3ª Armata (Regio Esercito) spostandosi prima ad Udine poi sempre nel mese a Santa Maria la Longa.
Il 31 luglio cede la 5ª che si scioglie ed il 1º agosto è con la 6ª, la 10ª e la Sezione Caproni, ma il 24 agosto si scioglie la 6ª ed il 13 settembre il Gruppo viene sciolto.
Il 1º gennaio 1916 rinasce comandato dal cap. Ernesto La Polla al Campo di aviazione di Verona-Tombetta per la 1ª Armata (Regio Esercito)
formato dalla 5ª Squadriglia Caproni, la 1ª Squadriglia da ricognizione e combattimento Farman e 4ª Squadriglia caccia Aviatik a Verona, 12ª Farman a Thiene, 3ª Squadriglia caccia Aviatik a Brescia e la Sezione Idro a Desenzano del Garda.
Al 16 gennaio ha 34 aerei e 33 piloti.
Dal 15 aprile è composta dalla 5ª, 31ª Squadriglia e 32ª Squadriglia da ricognizione, 72ª Squadriglia aeroplani e 73ª Squadriglia caccia e 1ª Squadriglia Idrovolanti ed in seguito riceve la 9ª Squadriglia e la 75ª Squadriglia caccia Nieuport.
L'8 luglio riceve la 71ª Squadriglia caccia Nieuport a Villaverla e dal 10 aprile 1917 il Gruppo si divide formando il 9º Gruppo caccia restando con la 1ª Idro, 5ª, 9ª, 31ª, 32ª e 71ª al comando del maggiore Ferdinando De Masellis che il 10 maggio lascia il comando al magg. Adolfo Resio quando escono la 32^ e la 71^ ricevendo la 72ª, la 46ª e la 50ª Squadriglia.
Il 7 ottobre il Gruppo del tenente colonnello Resio dispone della 5ª, 9ª, 31ª, 50, 61ª Squadriglia, 120ª Squadriglia (ex 72^), 1^ e 3ª Squadriglia Idrovolanti ed il 15 ottobre perde la 5ª, 9ª, 31ª, 61ª e 1ª e 3ª Idro.
Il 22 ottobre arrivano la 75ª e 121ª Squadriglia ed a novembre la 72ª Nieuport nata dalla 75ª e la 37ª Squadriglia, il 6 novembre riceve una sezione della 134ª Squadriglia a Verona e l'11 novembre si scioglie la 50ª Farman quando il comandante di Gruppo è il cap. Arturo Oddo.
Il 10 dicembre riceve la 31ª cedendo la 37ª ed il 16 dicembre cede la 121ª rimanendo con 61ª, 75ª e la sezione della 134ª.
Il 26 marzo 1918 riceve la 1ª Sezione SVA ed a maggio la Sezione difesa di Verona su S.P.
Il 22 giugno il Gruppo è comandato interinalmente dal Cap. Arturo Clerici Bagozzi ed il 6 luglio si sposta con le squadriglie a Ganfardine (poi Aeroporto di Verona-Villafranca).
Il 15 luglio il comando passa al magg. Gino Matteucci ed il 4 settembre riceve la 2ª Sezione FBA.
Il 13 ottobre il comando passa al magg. Luigi Biagini che al termine del conflitto dispone di 61ª, 75ª, 134ª, 1ª Sezione SVA, 1ª e 2ª Sezione Idro.
Il 4 dicembre il Gruppo torna a Verona con la 75ª ricevendo la 60ª SVA e nello stesso mese va a Gardolo con la 75ª e 1ª Sezione SVA.
Nel 1919 arrivano la 58ª Squadriglia e 59ª Squadriglia SVA che in aprile sono in Anatolia ed il 1º agosto il Gruppo viene sciolto.

### Regia Aeronautica
Il 3º Gruppo caccia terrestre, era inizialmente formato dalla 153ª e 154ª Squadriglia CT, che dal 15 gennaio 1936 confluì a formare, con il 2º Gruppo, il 6º Stormo sull'aeroporto di Udine-Campoformido. 
Il 15 febbraio 1936 giunse al Gruppo la 155ª Squadriglia CT a completare l’organico del Gruppo, equipaggiato con i Fiat C.R.32.

#### Un po' del 3º Gruppo nella Guerra civile spagnola

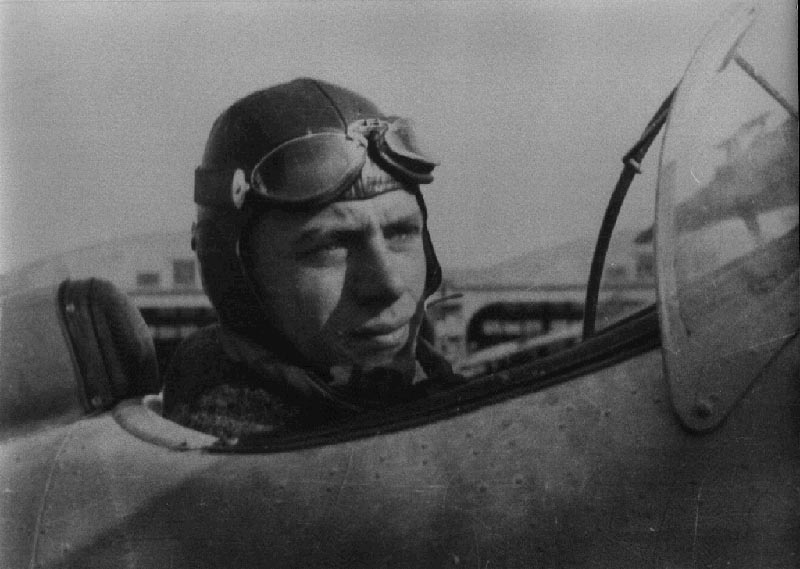
L'asso Giuseppe Cenni, il primo pilota del 3º Gr. a operare nella Guerra civile spagnola, a bordo di un CR.32

Nei primi giorni dell'agosto 1936, i piloti dei tre migliori stormi da caccia di quegl’anni, 1°, 4° e 6°, furono convocati perché si stavano cercando volontari per una missione estera. Dal 3º gruppo, esattamente dalla 153ª Squadriglia, fu selezionato il 21enne S.Ten. Giuseppe Cenni che, nonostante la giovanissima età, fu tra i primi 4 ufficiali, su un totale di 12 piloti da caccia italiani, a sostegno del Gen. Franco: in quella che sarebbe stata la Guerra civile spagnola. All'alba del 14 agosto 1936, partirono su un mercantile per il Marocco spagnolo.
Questo manipolo di piloti andranno a costituire una squadriglia che rappresenterà sicuramente una delle più leggendarie della Guerra civile spagnola: la “Cucaracha” (scarafaggio). Come simbolo assunsero uno scarafaggio suonatore di sassofono. Ma, data l’iniziale neutralità dell’Italia nel conflitto iberico, tutti i membri italiani della spedizione dovettero arruolarsi nel Tercio de Extranjeros, la legione straniera Spagnola (Aviazione Legionaria), assumendo falsa identità. All’Alférez Victor Stella, questa era il nome di copertura di Cenni, vengono assegnate ben 7 vittorie, più altre vittorie collettive e l’abbattimento di un dirigibile: risultando, così, tra i migliori assi italiani. Ma il 29 gennaio ‘36, durante una missione di soccorso, colti da improvviso maltempo, venne investito da un gregario, che gli tranciò i piani di coda. Costretto a lanciarsi col paracadute, scappò per 3 giorni tra i boschi, ma venne infine catturato. Saranno 7 mesi di durissima prigionia: in celle anguste, lunghe privazioni di cibo e minacce di fucilazione. Stava per finire male e venne inserito in uno scambio di prigionieri della Croce Rossa Internazionale. Rientrò in Italia, nel luglio 1937, fu reintegrato al suo 3º gruppo.

#### In Africa Orientale Italiana
Nell'agosto 1939, il reparto era basato a Ravenna, equipaggiato con i Fiat CR.32, formato dalla 153ª, 154ª e 155ª Squadriglia. 
Nello stesso mese, uomini e mezzi della 155ª Squadriglia, si spostarono in Africa Orientale Italiana. 
La Squadriglia era posta al comando del Cap. Corrado Ricci, con velivoli CR.32 “quater”, e recante sulle fusoliere il simbolo dei “Diavoli Rossi” con sul capo il casco coloniale. 
Gli aerei imballati in casse, giungeranno via mare sul Porto di Massaua, dove furono rimontati e trasferiti in volo all'Aeroporto di Dire Dawa, dove fu rinumerata 410ª Squadriglia. 
In Italia, nel frattempo, era stata ricreata la 155ª Squadriglia con nuovi aerei CR.32.

#### Seconda guerra mondiale
Dal 1º giugno 1940, la 155ª Squadriglia venne distaccata all'aeroporto di Alghero-Fertilia, per un ciclo di addestramento, oltre che per la difesa del Porto di Cagliari e per la scorta ai velivoli del 19º Gruppo (XIX Gruppo), nelle missioni di ricognizione navale.
Inserito nel 6º Stormo CT (comandato dal col. Francesco Ferrarin) inquadrato nell'Aeronautica della Sardegna - ASAR, il 10 giugno 1940, si articolava sulla 153ª (cap. Giorgio Tugnoli), 154^ (cap. Giuseppe Torazzi) e 155ª Squadriglia (cap. Francesco Sforza), con un organico di 32 Fiat CR 32 e 3 Caproni Ca.133, impiegati per il trasporto e per i collegamenti, al comando del ten. col. Renzo Cozzi. 
Le sue Sqd. con 9 CR 32 ognuna erano basate all'aeroporto di Monserrato (153^ e 154^ Sqd.) e ad Alghero-Fertilia (155^Sqd.), presso Sassari.
Le squadriglie, furono impiegate nella breve campagna contro la Francia, soprattutto in missioni di scorta ai Breda Ba.88 del 19º Gruppo autonomo, che attaccavano la Corsica (principalmente la 155^ Sqd. del cap. Sforza).
La prima missione operativa venne compiuta il 16 giugno con una scorta ad alcuni Breda 88 diretti in Corsica.
Risulta che il Gruppo non abbia mai incontrato velivoli nemici, tranne un pilota della 154ª Sqd., il ten. Broganelli, riuscì ad intercettare un ricognitore francese Potez 63/11 (della serie Potez 630). 
Il nostro cacciatore riuscì a colpirlo con alcune raffiche di mitragliatrice del suo CR.32, senza però abbatterlo.
Dal luglio al dicembre del 1940, i Fiat CR 32, passarono da 28 a 7 aerei assegnati esclusivamente a missioni di scorta lungo le coste meridionali della Sardegna. 
Il 19 agosto, due piloti della 153ª Squadriglia, abbattevano un idrovolante francese Lioré et Olivier H 470.
Il 27 e 28 novembre 1940, in occasione della battaglia di capo Teulada, i CR.32, compirono alcune missioni di scorta ai Savoia-Marchetti S.M.79, diretti contro la “Forza H” inglese. 
In queste operazioni, i CR.32 si scontrarono con un Fairey Battle inglese, il quale, preferì ritirarsi e non ingaggiare battaglia.
Dal gennaio del 1941 il Gruppo iniziò a ricevere i Fiat C.R.42 Falco, che gradualmente andarono a sostituire i CR.32, l’ultimo dei quali venne radiato nell’aprile 1941. 
Nello stesso mese giunse anche un Fiat G.50B biposto da addestramento, per la prevista conversione dei piloti al Fiat G.50bis. Purtroppo, a causa del numero ridotto di questi velivoli, il Gruppo continuò a volare sui CR.42 Falco.
Il 7 maggio, il reparto fu impiegato nella scorta ai bombardieri diretti all’attacco di un convoglio proveniente da Gibilterra.
In data 8 maggio 1941, era basato in Sardegna con i CR 42 Falco, ed il reparto dispose 8 suoi aerei per la scorta e protezione ai bombardieri diretti a bombardare navi inglesi del convoglio "Excess" nel Mediterraneo centrale. 
Il giorno dopo, alle 14:20, partirono 6 aerei in protezione di rientro ad alcuni Savoia Marchetti SM.79 Sparviero del 32º Stormo BT (89º Gruppo BT) dopo il bombardamento del suddetto convoglio. 
Un CR 42 Falco rientrò prima alla base per noie al motore, mentre gli altri velivoli, rientravano verso le ore 16:00 a fine missione. 
Due piloti, il Ten. Alessandrini ed il Ten. Broganelli, riferirono di aver abbattuto due aerei nemici Fairey Fulmar a circa 130 km dalla costa sarda.
In realtà fu uno il Fulmar abbattuto, quello dell'806° Squadron inglese pilotato dal Lt. Tillard ed il suo osservatore Sommeville.
Il 20 maggio del 1941, il 6º Stormo passava in posizione "quadro" e per tale motivo divenne Gruppo Autonomo.
Il 25 maggio, la 155ª Squadriglia lasciò Alghero, e dopo delle tappe a Roma, Rodi ed Aleppo, giunse a Mosul, per sostenere la rivolta in Iraq. 
Il 6 giugno 1941, venne ritirata a Rodi, dove venne rinumerata 164ª Squadriglia.

#### Africa Settentrionale Italiana
Il 14 luglio 1941, venne ricostituita la 155ª Squadriglia ed il 24 dello stesso mese, il reparto veniva trasferito in Africa Settentrionale Italiana, lasciando i suoi aerei in Sardegna al 24º Gruppo.
Prese base a Sorman (Tripolitania), ricevendo 12 Fiat CR.42 provenienti dal 150º Gruppo CT. 
Subito dopo le sue Squadriglie furono smistate in vari campi della Tripolitania, iniziando ad operare in missioni di mitragliamento al suolo, caccia notturna, scorte ai convogli e difesa del porto di Tripoli. 
La 153ª Squadriglia utilizzò la base di Misurata in agosto ed in settembre 1941. 
Il 1º settembre, sei suoi CR.42, andarono a costituire un Nucleo Assalto.
Il 28 dicembre 1941, furono utilizzate le basi di Ara dei Fileni a Ras Lanuf e Bir El Merduma, per contribuire alla difesa delle forze tedesche, schiacciate dalle forze alleate nel settore.
Nel marzo del 1942, la 154ª Squadriglia, si trasferiva all'Aeroporto di Martuba nel Distretto di Derna, seguita in maggio dal resto del Gruppo. 
Dopo aver portato a termine degli attacchi notturni nell'area di Gazala, l’unità cessò le operazioni il 28 maggio 1942.

### Ritorno in Italia
Dopo undici mesi di operazioni, il 3 giugno 1942, il Gruppo fece rientro in patria. 
Il 14 giugno 1942, lo troviamo basato a Roma Ciampino, al comando del maggiore Aldo Alessandrini, destinato a ricevere i Messerschmitt Bf 109, ma a causa di ritardi, fu deciso di equipaggiarlo con i Macchi M.C.200 Saetta.
In settembre la 153ª Squadriglia passava all'aeroporto di Reggio Calabria e l’intera unità cominciò quindi ad occuparsi della scorta dei convogli navali lungo la costa calabra. 
In novembre, il Gruppo passava nuovamente in Sicilia a Chinisia, per compiere missioni di scorta alle navi ed i trasporti aerei mandati di rincalzo in Tunisia. 
Per fare la spola fra le due sponde, vennero impiegate le basi dell'Aeroporto di Pantelleria ed in Tunisia.
In gennaio del 1943, la 154ª Squadriglia si trasferì a Reggio Calabria, per la scorta ai convogli al largo della costa calabra.
Nel marzo del 1943, il reparto disponeva anche d’alcuni Macchi M.C.202 Folgore. 
Alla fine dello stesso mese, passava di base a Santo Pietro di Caltagirone, presso Catania. 
Qui nel maggio del 1943, il Gruppo iniziò a radiare i suoi Macchi MC.200 Saetta in favore dei più prestanti Messerschmitt Bf.109G-6.
Il Gruppo in questo periodo ricevette almeno un Macchi C.205V Veltro ed il 23 aprile del 1943, un velivolo di questo tipo, compì un atterraggio fuori campo, causando la morte del M.llo Bortolani della 154ª Squadriglia.
Il 9 maggio del 1943 troviamo il Gruppo sull’Aeroporto di Comiso con diversi velivoli, per lo più Bf.109G, dove con quest’aereo, il reparto ottenne una vittoria il 13 giugno del 1943, ad opera del Serg. Magg. Cavagliane.
Basato a Comiso con i Messerschmitt Bf.109G, tra il 15 giugno e l’8 luglio del 1943, compì 12 decolli su allarme con colpendo due Supermarine Spitfire ed abbattendo 3 bimotori il 5 luglio.
Il 9 luglio, poteva contare su un totale di 21 aerei, dei quali però solo 6 in grado di volare.
Tra il 14 e 23 luglio, passava di base a Torino-Caselle per ricevere nuovi Messerschmitt Bf.109G e K, cedendo i suoi aerei efficienti ad altri reparti. 
Qui a Torino, però ebbe solo alcuni Macchi MC.200 Saetta, in pessime condizioni di volo.
Il 7 settembre il Gruppo era in attesa di velivoli, ma dopo l'8 settembre il Gruppo fu sciolto.
il 3º Gruppo Caccia poi sarà riformato in seno all'Aeronautica Nazionale Repubblicana.